# Pablo de Blasis
Pablo Ezequiel de Blasis (La Plata, 4 de febrero de 1988) es un futbolista argentino que juega como mediocampista en el Fútbol Club Cartagena de la Primera Federación de España.

## Trayectoria
Se inició en el Club Rivadavia, dirigido por una leyenda de los técnicos barriales “Lito” Musaubach y Domingo Giordano.

### Gimnasia LP
Debutó en Primera División el 30 de mayo de 2008, aunque luego de eso no tuvo mucha continuidad. Luego de un paso por Ferro Carril Oeste vuelve al Club y en su primer partido logra marcar un gol, frente a Atlanta. Una vez terminado su contrato con Gimnasia y sin llegar a un acuerdo económico con el club se marcha como jugador libre.

### Ferro Carril Oeste
En 2010 fue transferido a Ferro Carril Oeste donde se pudo mostrar más y lucir su buen fútbol, una vez terminado el préstamo vuelve a Gimnasia.

### Pase caído a Italia
En julio de 2012 llegó como jugador libre al Brescia Calcio de Italia, jugo todos los partidos de pretemporada de titular, pero por problemas de papeles tuvo que abandonar el club.

### Asteras Tripolis
En agosto de 2012 se incorporó al Asteras Tripolis de la Superliga de Grecia. En este equipo disputó 2 temporadas marcando 14 goles, entre ellos uno al APO Akratitos de Grecia y otro al 1. FSV Maguncia 05 en un partido de clasificación a la Liga Europea de la UEFA.

### Mainz 05
En agosto del año 2014 se incorpora al 1. FSV Maguncia 05 de la Bundesliga. Llegó a este club luego de ser visto por el cuerpo técnico en un partido en el que el equipo alemán enfrentó al FC Asteras Tripolis por un lugar en la Liga Europa de la UEFA. En ese partido anotó un gol y dio una asistencia. En las filas del Mainz 05 de la Bundesliga alemana, llegó a disputar más de un centenar de partidos en cinco temporadas.

### España
En 2018 llegó a Ipurúa para jugar en la S. D. Eibar de Primera División, en el que disputó un total de 58 partidos y anotó siete goles en dos temporadas.
El 15 de enero de 2021 se confirmó su fichaje por el F. C. Cartagena de la Segunda División hasta el final de la temporada. Pablo jugó un total de 21 partidos en los que anotó 2 goles y dio 7 asistencias clave e importante para la salvación de la entidad cartagenera, acumulando más de 1.729 minutos.
El 11 de julio de 2021, acepta la oferta de renovación del F. C. Cartagena, para disputar la temporada 2021-2022 en la Segunda División.
El 13 de julio de 2022, firma por el F. C. Cartagena de la Segunda División por una temporada más.

### Regreso a Argentina
El 19 de julio de 2023, firma por el Gimnasia y Esgrima La Plata de la Primera División de Argentina.

## Estadísticas

### Clubes
Actualizado hasta su último partido disputado el 11 de mayo de 2025.
| Club                              | Div.          | Temporada     | Liga  | Liga  | Liga   | Copas nacionales | Copas nacionales | Copas nacionales | Copas internacionales | Copas internacionales | Copas internacionales | Total | Total | Total  |
| Club                              | Div.          | Temporada     | Part. | Goles | Asist. | Part.            | Goles            | Asist.           | Part.                 | Goles                 | Asist.                | Part. | Goles | Asist. |
| --------------------------------- | ------------- | ------------- | ----- | ----- | ------ | ---------------- | ---------------- | ---------------- | --------------------- | --------------------- | --------------------- | ----- | ----- | ------ |
| Gimnasia y Esgrima (LP) Argentina | 1.ª           | 2007-08       | 2     | 0     | 0      | —                | —                | —                | —                     | —                     | —                     | 2     | 0     | 0      |
| Gimnasia y Esgrima (LP) Argentina | 2.ª           | 2011-12       | 27    | 4     | 3      | —                | —                | —                | —                     | —                     | —                     | 27    | 4     | 3      |
| Gimnasia y Esgrima (LP) Argentina | 1.ª           | 2023          | —     | —     | —      | 15               | 0                | 1                | —                     | —                     | —                     | 15    | 0     | 1      |
| Gimnasia y Esgrima (LP) Argentina | 1.ª           | 2024          | 19    | 2     | 0      | 17               | 2                | 4                | —                     | —                     | —                     | 36    | 4     | 4      |
| Gimnasia y Esgrima (LP) Argentina | 1.ª           | 2025          | 12    | 1     | 0      | 2                | 0                | 0                | —                     | —                     | —                     | 14    | 1     | 0      |
| Gimnasia y Esgrima (LP) Argentina | Total club    | Total club    | 60    | 7     | 3      | 34               | 2                | 5                | 0                     | 0                     | 0                     | 104   | 9     | 8      |
| Ferro Carril Oeste Argentina      | 2.ª           | 2009-10       | 13    | 0     | 2      | —                | —                | —                | —                     | —                     | —                     | 13    | 0     | 2      |
| Ferro Carril Oeste Argentina      | 2.ª           | 2010-11       | 20    | 0     | 2      | —                | —                | —                | —                     | —                     | —                     | 20    | 0     | 2      |
| Ferro Carril Oeste Argentina      | Total club    | Total club    | 33    | 0     | 4      | 0                | 0                | 0                | 0                     | 0                     | 0                     | 33    | 0     | 4      |
| Asteras Trípoli F. C. · Grecia    | 1.ª           | 2012-13       | 33    | 4     | 6      | 9                | 2                | 1                | —                     | —                     | —                     | 42    | 6     | 7      |
| Asteras Trípoli F. C. · Grecia    | 1.ª           | 2013-14       | 38    | 10    | 8      | 2                | 1                | 0                | 2                     | 0                     | 1                     | 42    | 11    | 9      |
| Asteras Trípoli F. C. · Grecia    | 1.ª           | 2014-15       | —     | —     | —      | —                | —                | —                | 6                     | 3                     | 1                     | 6     | 3     | 1      |
| Asteras Trípoli F. C. · Grecia    | Total club    | Total club    | 71    | 14    | 14     | 11               | 3                | 1                | 8                     | 3                     | 2                     | 90    | 20    | 17     |
| 1. F.S.V. Mainz 05 · Alemania     | 1.ª           | 2014-15       | 20    | 1     | 4      | —                | —                | —                | —                     | —                     | —                     | 20    | 1     | 4      |
| 1. F.S.V. Mainz 05 · Alemania     | 1.ª           | 2015-16       | 26    | 4     | 4      | 1                | 0                | 0                | —                     | —                     | —                     | 27    | 4     | 4      |
| 1. F.S.V. Mainz 05 · Alemania     | 1.ª           | 2016-17       | 31    | 5     | 4      | 2                | 0                | 1                | 5                     | 2                     | 1                     | 38    | 7     | 6      |
| 1. F.S.V. Mainz 05 · Alemania     | 1.ª           | 2017-18       | 25    | 5     | 3      | 3                | 0                | 1                | —                     | —                     | —                     | 28    | 5     | 4      |
| 1. F.S.V. Mainz 05 · Alemania     | 1.ª           | 2018-19       | 1     | 0     | 0      | 1                | 0                | 0                | —                     | —                     | —                     | 2     | 0     | 0      |
| 1. F.S.V. Mainz 05 · Alemania     | Total club    | Total club    | 103   | 15    | 15     | 7                | 0                | 2                | 5                     | 2                     | 1                     | 115   | 17    | 18     |
| S. D. Eibar · España              | 1.ª           | 2018-19       | 24    | 2     | 0      | 1                | 0                | 0                | —                     | —                     | —                     | 25    | 2     | 0      |
| S. D. Eibar · España              | 1.ª           | 2019-20       | 30    | 2     | 3      | 3                | 3                | 2                | —                     | —                     | —                     | 33    | 5     | 5      |
| S. D. Eibar · España              | Total club    | Total club    | 54    | 4     | 3      | 4                | 3                | 2                | 0                     | 0                     | 0                     | 58    | 7     | 5      |
| F. C. Cartagena · España          | 2.ª           | 2020-21       | 21    | 2     | 7      | —                | —                | —                | —                     | —                     | —                     | 21    | 2     | 7      |
| F. C. Cartagena · España          | 2.ª           | 2021-22       | 34    | 4     | 8      | 3                | 0                | 0                | —                     | —                     | —                     | 37    | 4     | 8      |
| F. C. Cartagena · España          | 2.ª           | 2022-23       | 41    | 2     | 8      | 2                | 0                | 1                | —                     | —                     | —                     | 43    | 2     | 9      |
| F. C. Cartagena · España          | 1.ª F         | 2025-26       | 0     | 0     | 0      | —                | —                | —                | —                     | —                     | —                     | 0     | 0     | 0      |
| F. C. Cartagena · España          | Total club    | Total club    | 96    | 8     | 23     | 5                | 0                | 1                | 0                     | 0                     | 0                     | 101   | 8     | 24     |
| Total carrera                     | Total carrera | Total carrera | 417   | 48    | 62     | 61               | 8                | 11               | 13                    | 5                     | 3                     | 491   | 61    | 76     |
| 1. 2. 3.                          |               |               |       |       |        |                  |                  |                  |                       |                       |                       |       |       |        |